# Aviano
Aviano este o comună din provincia Pordenone, regiunea Friuli-Veneția Giulia, Italia, cu o populație de 8.948 locuitori (1 ianuarie 2023) și o suprafață de 113,35 km².

## Demografie
Aviano - evoluția demografică

|  | Graficele sunt indisponibile din cauza unor probleme tehnice. Mai multe informații se găsesc la Phabricator și la wiki-ul MediaWiki. |

Date: Recensăminte sau birourile de statistică - grafică realizată de Wikipedia

## Personalități născute aici
- Amy Adams (n. 1974), actriță și cântăreață americană.